# Цивильский мост
Циви́льский мост — мост через реку Большой Цивиль в городе Цивильск.  Располагается в створе Пролетарской улицы (ранее Владимирский тракт), рядом с Тихвинским монастырем. Первый железобетонный мост в Чувашии.

## История
В 1910 году на средства земства взамен ветхого деревянного моста был построен железобетонный мост. Проектное название - железобетонный мост №15 через реку Цивиль. Работы производились мастерами немецкого происхождения под руководством владельца Волжской инженерно-строительной конторы Саратова И. Г. Грингофа. 

## Конструкция
Мост трехпролётный балочно-неразрезной системы. Схема разбивки на пролёты — 5+17,5+20+17,5+5 м. Общая длина моста составляет 65 м, ширина — 5,7 м. Высота конструкции над водой — 9,6 м. 